# نیو کامبریا (میزوری)
نیو کامبریا (به انگلیسی: New Cambria) یک شهر در ایالات متحده آمریکا است که در شهرستان مکون، میزوری واقع شده است. نیو کامبریا ۱٫۷۴ کیلومتر مربع مساحت و ۱۹۵ نفر جمعیت دارد و ۲۵۳ متر بالاتر از سطح دریا واقع شده است.